# Heteroptila argoplaca
Heteroptila argoplaca är en fjärilsart som beskrevs av Edward Meyrick 1892. Heteroptila argoplaca ingår i släktet Heteroptila och familjen mätare. Inga underarter finns listade i Catalogue of Life.